# Jean-Baptiste Santerre
Pour les articles homonymes, voir Santerre (homonymie).
Jean-Baptiste Santerre est un peintre français né à Magny-en-Vexin le 23 mars 1651 et mort à Paris le 21 novembre 1717.

## Biographie
Jean-Baptiste Santerre naquit à Magny-en-Vexin, fils d'André Santerre et de Madeleine Delespinay, douzième enfant d'une famille nombreuse et peu fortunée. Sa date de naissance et sa filiation ont souvent été confondues avec celles d'un lointain cousin né à Magny-en-Vexin le 1er janvier 1658.
D'abord apprenti chez le portraitiste François Lemaire puis chez le peintre Bon Boullogne, il commence sa carrière comme portraitiste et son portrait de Michel-Richard de Lalande, surintendant de la musique du Roi, sera interprété en gravure par Simon Thomassin.

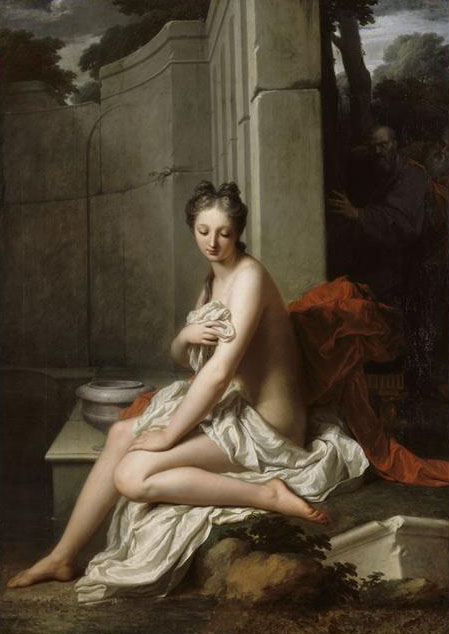
Suzanne au bain, cat. Lesné, avant 1704, Musée du Louvre, d'inv. 7836

## Œuvre
Après ses portraits, il acquit une grande réputation grâce à ses figures de fantaisie féminines, dont les thèmes sont souvent issus des modèles nordiques : cuisinières, brodeuse, femmes à la lettre, femme endormie, rêvant ou dessinant. Sa toile la plus célèbre est sans doute Suzanne au bain, conservée au musée du Louvre, à Paris. Morceau de réception de l'artiste à l'Académie royale de peinture et de sculpture remis le 18 octobre 1704, elle constitue une bonne illustration du raffinement de l'artiste. Si ses peintures religieuses manquaient d'inspiration, sa Suzanne n'était pas dépourvue d'érotisme, ce qui fait de Santerre, surnommé le « Corrège français », le précurseur de François Boucher (1730-1770) et de Jean-Honoré Fragonard (1732-1806).
Farouche partisan du dogme de l'anomphalie, il termine le 21 novembre 1717 son ultime tableau Adam et Ève au milieu du paradis terrestre qui fit scandale, non seulement par le fait que les visages sont ceux du duc d'Orléans (1674-1723) et sa maîtresse d'alors, Marie-Madeleine de La Vieuville, marquise de Parabère, mais surtout parce qu'il força le réalisme anatomique, et que, selon ses propres dires, « dans aucun de ses ouvrages, il n'avait poussé si loin, selon lui, l'élégance et la correction du dessin, la finesse de l'expression et la vérité du coloris ». Le tableau de Santerre passa en vente en 1776 et fut acheté par le financier Nicolas Beaujon, pour la somme considérable pour l'époque de 12 400 livres. Une traduction en gravure fut exécutée en 1779 par François-Anne David.
- Suzanne au bain, cat. Lesné no 2, avant 1704, 205 × 145 cm, Musée du Louvre, Paris[3]
- Portrait de Geneviève Blanchot ?, ou Allégorie de la peinture, 1704, 116,7 × 90,0 cm, Musée Sainte-Croix, Poitiers
- Portrait de Madame Pelletier des Forts, cat. Lesné no 17, 1707, huile sur toile, 101 × 81 cm, Collection privée, Vente Artcurial 2016[4]
- Le Billet doux donné, cat. Lesné no 118, huile sur toile, 100 × 80 cm, Collection privée, Vente Artcurial 2016[5]
- Une cuisinière, cat. Lesné no 39, huile sur toile, 84 × 69 cm, Musée des beaux-arts de Nantes[6]
- Sainte Thérèse en extase, huile sur toile, 267 x 171 cm, Versailles, musée national du château.
- Portrait de femme vêtue à l'espagnole, vers 1705-1710, huile sur toile, Saint-Cloud, musée du Grand Siècle
- La Déploration du Christ, huile sur toile, 300 x 180 cm, Saint-Malo, musée d'art et d'histoire.
- Portrait du Régent et de Madame de Parabère, huile sur toile, 248 x 160 cm, Versailles, musée national du château.
- Portrait de la duchesse de Bourgogne, huile sur toile, 275 x 184 cm, Versailles, musée national du château.
- Portrait de Nicolas Boileau-Despréaux, huile sur toile, 99 x 79 cm, Lyon, musée des Beaux-Arts.
- Portrait d'homme en chasseur, huile sur toile, 148 x 114 cm, Paris, musée de la Chasse et de la Nature.
- Portrait d'un jeune sculpteur, huile sur toile, 80 x 64 cm, Prague, Narodni Galerie.
- Portrait d'un jeune sculpteur, huile sur toile, 81 x 65 cm, Chicago, The Art Institute.
- Portrait de deux actrices, huile sur toile, 146 x 114 cm, Saint-Pétersbourg, musée de l'Ermitage.
- Allégorie de la Peinture, huile sur toile, 65 x 53 cm, Bâle, Kunstmuseum.
- La Dame au voile ou La Pèlerine, huile sur toile, 83 x 92 cm, Saint-Pétersbourg, musée de l'Ermitage.
- La Curiosité, huile sur toile, 73 x 92 cm, Orléans, musée des Beaux-Arts.
- La Brodeuse à la bougie, huile sur toile, 82 x 66 cm, Libourne, musée des Beaux-Arts
- Jeune femme lisant une lettre à la chandelle, huile sur toile, 62 x 78 cm, Chaumont, musée d'Art et d'Histoire
- La Madeleine repentante, huile sur toile, 82 x 102 cm, Magny-en-Vexin, église Notre-Dame-de-la-Nativité.

## Iconographie
- Jean-Baptiste Santerre, Autoportrait, vers 1704, huile sur toile, 90 cm × 80 cm, Château de Versailles
- Joseph-Léon-Roland de Lestang-Parade, La Mort du peintre Santerre, 1836, 277 cm × 230 cm, Musée des Beaux-Arts de Lyon[7],[8]

#### Sources anciennes
- « Journal de Paris, qui commence par l'Eloge de feu M. Santerre », Le Nouveau Mercure,‎ décembre 1717, p. 185–194 (lire en ligne).
- « Abregé de la vie de M. Santerre Peintre », Le Nouveau Mercure,‎ septembre 1718, p. 69–75 (lire en ligne).
- Antoine Joseph Dezallier d'Argenville, Abregé de la vie des fameux peintres, vol. 4, Paris, De Bure l'aîné, 1762 (1re éd. 1745), 494 p. (OCLC 1038762407, lire en ligne), p. 258–263.
- Anatole de Montaiglon, Procès-verbaux de l'Académie royale de peinture et de sculpture, 1648-1793, vol. 3 : 1689–1704, Paris, J. Baur, 1880, 416 p. (OCLC 1050795149, lire en ligne).
- Anatole de Montaiglon, Procès-verbaux de l'Académie royale de peinture et de sculpture, 1648-1793, vol. 4 : 1705–1725, Paris, J. Baur, 1881, 412 p. (OCLC 1050846128, lire en ligne).
- Alfred Potiquet, Jean-Baptiste Santerre, peintre : sa vie et son oeuvre, Magny-en-Vexin, Petit, 1878, 2e éd., 21 p. (OCLC 458077934).
- (sv) Gunnar Wilhelm Lundberg, « Jean Baptiste Santerre 1651-1717 : Kring någro av Hans Tavlor i Sverige », Tidskrift för Konstvetenskap,‎ 1933, p. 28–48.

#### Sources récentes
- (en) Anthony Blunt, Art and Architecture in France, 1500 to 1700, Harmondsworth ; New York, Penguin Books, coll. « The Pelican History of Art » (no PZ4), 1973, 471 p. (ISBN 0-14-056104-8, OCLC 1147992003, lire en ligne)
- Claude Lesné, « Jean-Baptiste Santerre, 1651-1717 », Bulletin de la Société de l'histoire de l'art français,‎ 1988, p. 75–118 (ISSN 0301-4126, OCLC 888444852)
- Claude Lesné, « Un nouveau Santerre dans les collections du Louvre », La Revue du Louvre et des musées de France, vol. 39, no 4,‎ 1989, p. 235–238 (ISSN 0035-2608)
- Claude Lesné et Françoise Waro-Desjardins, Jean-Baptiste Santerre : 1651-1717, Saint-Ouen-l'Aumône, Éditions du Valhermeil, 2011 (ISBN 978-2-35467-088-7, OCLC 1194420634, lire en ligne)
- (en) Michael Levey, Rococo to Revolution: Major Trends in Eighteenth-Century Painting, Londres, Thames and Hudson, 1966, 252 p. (OCLC 1036855531, lire en ligne)
- Alain Mérot, La peinture française au XVIIe siècle, Paris, Gallimard-Electa, 1994, 322 p. (ISBN 2-07-015022-4)
- (en) Melissa Percival, Fragonard and the Fantasy Figure, Farnham; Burlington, VT, Ashgate, 2012, XVI, 260 (ISBN 978-1-4094-0137-7, OCLC 780536108)
- Jacques Thuillier et Albert Châtelet, La peinture française : de Le Nain à Fragonard, Genéve, Skira, 1964, 275 p. (OCLC 1035920450, lire en ligne)

#### Autres références
- Emmanuel Bénézit et al., Dictionnaire critique et documentaire des peintres, sculpteurs, dessinateurs et graveurs de tous les temps et de tous les pays, vol. 9 : Robb-Sty, Paris, Gründ, 1976, 888 p. (ISBN 2700001575, OCLC 1148831420, lire en ligne), p. 285
- (en) Dominique Brême, « Santerre, Jean-Baptiste », dans Jane Turner, The Dictionary of Art, vol. 27 : Rome, ancient, §111: Planning to Savot, New York, Grove's Dictionaries, 1996, 899 p. (ISBN 1-884446-00-0, OCLC 1033667798, lire en ligne), p. 789
- Lucio Felici et al., Encyclopédie de l'art, Paris, Le Livre de poche, 2000, 1250 p. (ISBN 2253053031, OCLC 1193410004, lire en ligne), p. 913
- (de) « Santerre, Jean-Baptiste », dans Hans Vollmer, Allgemeines Lexikon der bildenden Künstler : von der Antike bis zur Gegenwart, vol. XXIX : Rosa – Scheffauer, Leipzig, E. A. Seemann, 1935, 600 p., p. 429–430
- (en) « Santerre, Jean-Baptiste », dans Bernard S. Myers, McGraw-Hill Dictionary of Art, vol. 5 : Rouault — Zyl, New York et al., McGraw-Hill, 1969, 564 p. (OCLC 1150312272, lire en ligne), p. 101